# 奧廷河
7°56′14″N 4°35′43″E / 7.937343°N 4.595186°E
奧廷河是尼日利亞的河流，位於該國西南部奧孫州，屬於埃林勒河的支流，河道全長36公里，流域面積475平方公里，該地區每年平均降雨量約1,400毫米。